# Вила Имаколата (Падова)
Вила Имаколата је насеље у Италији у округу Падова, региону Венето.
Према процени из 2011. у насељу је живело 6 становника. Насеље се налази на надморској висини од 172 м.